# 赤ずきんチャチャの登場人物
赤ずきんチャチャの登場人物（あかずきんチャチャのとうじょうじんぶつ）は、彩花みんの漫画作品及びそれを原作とするアニメ『赤ずきんチャチャ』及び続編の『赤ずきんチャチャN』（以下『N』）に登場する架空の人物の一覧である。
担当声優はテレビアニメ版での配役。記載されていない人物は、原作のみ登場するキャラクター。

## メインキャラクター
チャチャ
声 - 鈴木真仁
主人公。赤い頭巾がトレードマークの魔法使い。年齢は12歳で獅子座のO型。主に召喚魔法を使う。ほうきによる飛行も習得しているものの、二人乗りはできない。師匠であるセラヴィーの方針により、攻撃魔法は教わっていない。
性格は明るく元気で、基本的に無邪気。たまに天然ボケをかます。ネズミが大の苦手。料理もかなり下手。酒癖が悪い。魔法使いの両親を持つが、赤子の時に子守のアルバイトをしていたセラヴィーの元に預けられ、そのまま育てられた。好物はセラヴィーの作ったケーキ。動物に乗ると好戦的になり、敵を追いかけまわす。
リーヤとは幼児の頃からの幼馴染で、大の仲良し。本人曰く「大事なわんわん」。リーヤに関するときのみ嫉妬深い。後にリーヤと結婚する。口癖は「なの」。チュチュの姉。動物に変身させられたときの姿はコアラ。
『N』では、リーヤ、しいねちゃんと共に、帰ってこないセラヴィーたちを追って東京に来るが、帰れなくなったので、お嬢様の通う中学校「おりぼん学園」に入学した。日本名は「赤頭巾チャチャ」。乗馬の授業があるためアクセスから馬を借りている。乗馬クラブ所属。
アニメ版においては、王女にして大魔王を倒すことのできる唯一の存在でもある。そのため王家最後の生き残りとして、セラヴィーに匿われ保護されてきた。プリンセスメダリオン、しいねちゃん、リーヤとの協力により、マジカルプリンセスに変身する。
大魔王討伐後は、お助けブーメランを使い次々と問題を解決していく。
リーヤ
声 - 香取慎吾（SMAP） / 金子幸伸（キャラクターショー・ゲーム版）
チャチャの幼馴染みで、狼男家族の末っ子。4月1日生まれの牡羊座のO型。やや長い髪を後ろで一つに結んでいる。のちにチャチャから貰ったウサギ付きの髪ゴムを付けている。
月が出ていなくても狼に変身できるが、その姿は（どう見ても）子犬。変身時は（マリンを除いて）誰からも非常にかわいがられている。本人は「可愛い」と言われるのは不服に思っており、チャチャから子犬扱いされて凹むこともしばしば。
大食漢であり、腕っぷしも強く家ほどもある岩石も軽く振り回す。一見やんちゃな少年に見えるが、性格と頭脳は3歳児並の上、重度の不器用である。絵本とボール遊びが大好き。好物はこどもせんべい。
チャチャが好きで、しいねちゃんとは恋敵の間柄だった。しつこく追い回すマリンと、注射を極度に恐れ逃げ回る。異常なまでにくじ運がいい。一時期はセラヴィー作の靴で、空を飛んでいた。
ドルフィンガーにピンチを救われて以来、熱狂的なヒーローマニアと化す。「貴方のマジカルレンジャー」入隊時は相撲勝負で「平八（たいらはち）」という真知子巻きの男に化けた平八に倒されて不合格になったため、犬枠で入った。チャチャからウサギの髪ゴムをもらって以来、最終回までずっと付けている。谷底から生還した両親と再会を果たしている。後にチャチャと結婚し、売れっ子の画家になるが、しいねちゃんからは作品を「絵具をぶちまけたような絵」と貶され続けている。口癖は「俺は犬じゃねぇーっ!」「…だじょーっ」「…なのだ」。
『N』では、チャチャたちと共に東京に来たものの帰れなくなり、公立の中学校に通う。日本名は「大神リーヤ」。園芸部に所属。
しいね
声 - 日髙のり子
通称・しいねちゃん。乙女座のAB型。師匠はどろしーちゃん。チャチャに一目惚れして以降、リーヤを含め行動を共にする。男でありながら、自己紹介も含めて常に「ちゃん」付けである。
礼儀正しく、一見育ちの良さそうな優等生風だが、小ずるい典型的現代っ子である。チャチャに比べると優秀な魔法使いだが時々ミスをする事もある。飛行・変身魔法を主に使い、召喚や魔法攻撃（魔法弾）もこなす。成績は良く、そのため進級試験では他の生徒より難しい問題を出されたが見事正解した。時にはリーヤと喧嘩する。また、基本的には誰に対しても敬語で話すが、リーヤに対してのみタメ口である。好物は裂きイカ。
幼少の頃は体が弱く、いつも白目を剥いていた。山の空気を吸って健康に育つようにとの願いと、「初恋の人が魔法使いだった」という母親の意向で、どろしーの元に預けられた。子供のうちから禿げることを恐れており、密かに育毛剤を買うために貯金している。重度の夢遊病、耳掃除が大好きで誰彼かまわず耳を狙う。後に世界一の魔法使いになり、育毛剤の開発に執念を燃やす。動物に変身させられたときの姿はプレーリードッグ。
『N』では、チャチャたちと共に東京に来て公立の中学校に入学し、リーヤと同じクラスになる。日本名は「魔法塚井しいね」。ボランティア部所属。ふーくんという鳥を飼い始め、ダイエットに付き合った結果、体が鍛えられた。
アニメ版では、どろしーに代わり家事全般をこなす反面、妄想をよくするむっつりスケベキャラクター。どろしーへの弟子入りは、父親が妻を人質に取られていたためだった。
ポピィ
声 - 松本梨香
通称・ポピィくん。頬の渦巻き模様がトレードマークのエスパー少年。テレポート（短距離しか移動できない）、心を読む、サイコキネシス（物を分解、物の動きを止める、物を吹き飛ばす）、空中浮遊、透視などが使える。もみじ学園からスパイとしてやってくるが、うらら学園に居つくようになる。スパイをやめてからはもみじ学園から刺客を送られてくるようになる。
普段は仏頂面でほとんど笑わない。基本的に冷静で大人びており、能力も含めてチャチャたちからよく頼られる。超能力者として爪弾きにされてきたため当初は心を閉ざしていたが、うらら学園に来てからは少しずつ心を開く。暫くテントで生活していたが、後にチャチャたちと「にゃんこハウス」に住む。ある事件のときに刺客から助けられ、看病してくれたどろしーに密かな恋心を抱いている。好物は卵焼き。
もみじ学園から来た元刺客・市松に、無理矢理「ほほえみ戦士エガオン」にさせられる。弟の世話とも両立させながらヒーロー業を嫌々やり続ける。大人になってからは魔法の国情報部に勤め、国王になった平八が仕事をサボることがないように見張っている。
『N』では、東京に行ったチャチャたちを心配して追いかけて、マンションで一緒に暮らしている。音楽をやるために芸能学校に入るが、超能力で映画監督の思考を読んだ演技をして気に入られ、人気俳優になる。
アニメではOVA版に登場しているが、テレビアニメ版ではエンディング「ようこそマジカルスクールヘ」に登場している。
セラヴィー / サンダル
声 - 泉類亨
世界一の魔法使い。A型。チャチャの師匠であり保護者。魔法に限らず、ピアノ、空手、料理と、何をやらせても人に負けたことのない天才肌の男。風貌爽やかで物腰柔らかな反面、結構根性が悪い。また極度の寂しがり屋でもあり、いつも愛用の人形（エリザベス）と腹話術で会話している。
どろしーに執着し、子供の頃に交わした結婚の約束を今でも覚えている。どろしーに相応しい男になろうと努力した結果、上記のような万能な人物に育ったが、当のどろしーからはうっとうしがられるようになってしまった。あまりのしつこさに、どろしーが髪の色を変えた時はかなりのショックを受け、態度を反転させて侮辱。それ以降、どろしーに対する好意自体は変わっていないが、からかうのが癖になってしまったらしい。金髪姿のどろしーを見ると狂ったように喜ぶ。
オカマが嫌いで、厚化粧の女の子も嫌っている。人前に出て、目立つのも苦手らしい。やっこちゃん、ドリスから一方的に慕われ、困っている。
チャチャの母の押しかけ弟子で、そもそもは魔法使いになるつもりすらなかった。2代前の世界一の魔法使いの魔法を見よう見まねで段違いの魔法を返したり、師匠（チャチャの母）が研究した魔法を彼女よりとてつもなく早くこなしたりと、潜在魔力がかなり高かった様子。
実は長年行方不明になっていた大魔王の長男で、どろしーとの鬼ごっこ勝負に負けて魔界へ帰る。最終的に大魔王の跡を継ぎ、どろしーと結婚、男女の双子の父となる。前者の名前は、育ての親のリザードがつけたものであり、意味はフランス語で「人生なんてそんなものさ」。由来は荻野目洋子の歌の歌詞。後者が本名だが、本人は嫌がっている。
『N』では、どろしーと日帰りの東京旅行に来たものの帰れなくなり、都内のマンションに魔法で部屋を増やして、チャチャたちと暮らすことになる。自分に内緒でエリザベスが東京で人間としての生活を送っていたことを知りショックを受け、生活態度調査のために尾行した。
アニメ版では城仕えの兵士で、大魔王が攻めてきたときに、チャチャを連れて城から逃げた唯一の人物。チャチャが魔法学校に入ったときにプリンセスメダリオンを彼女に託した。よく通りすがりを装ってチャチャたちを手助けしつつ見守っている。
どろしー
声 - 大坪純子（58話まで）→ 冨永みーな（60話以降）
通称・どろしーちゃん。魔法使いであり、しいねちゃんの師匠。B型。セラヴィーより年上の幼馴染。魔法使いとしてのプライドが高く、セラヴィーに強い対抗意識を持っている。過去一度だけ、魔法使い世界一の座を得るも即セラヴィーに倒された。それ以降虎視眈々と奪還のチャンスをうかがっている。彼に対する嫌がらせとして、巻き髪の金髪をストレートの黒髪に（アニメ版ではピンクに）変えた。日頃から打倒セラヴィーの為に鍛えているだけあり体が丈夫で、大流行風邪にも唯一かからなかった。実は資産家のお嬢様。
気が強く少々短気ではあるが常識人であり、特にしいねちゃんを誰よりも大切にしていて、彼に危害を加えるものには容赦ない。躾にもうるさい。普段はセラヴィーを徹底的に嫌う素振りを見せながらも、少しは彼を意識している様子。最終的にはセラヴィーと結婚、2児を儲ける。名前の由来はオズの魔法使いのヒロインから。
『N』では、セラヴィーと日帰りの東京旅行に来たものの、土産が多すぎて帰りのワープ壺を壊して帰れなくなり、チャチャたちとマンションで暮らしている。編み物が異常な硬さの作品しか作れなくなり精進するが、その硬さが評判になって、鋼鉄ニットの編み師になる。
アニメ版では、セラヴィーとともにチャチャたちを助けつつ見守っている。城に住み、家事をしいねちゃんに任せっきりにしていた。セラヴィーとは最終回で結婚式を挙げたが、彼の陰謀（金髪に戻す）が露見し破談に。
エリザベス
声 - 大坪純子（59話まで） → 冨永みーな（60話以降）
セラヴィーが愛用する、昔のどろしーに似せて作った人形。自分で言いにくいどろしーの悪口や、自分自身と会話するときに使われる。一度チャチャたちによって顔や手を変形させられたことがある。非常に優しい性格。
『N』では、セラヴィーの家の留守番をしていたが、人形用の周波数で話ができる市松に、人間型ボディを作らせ東京にやってきた。人間体は髪はブラウンゆるふわのセミロング、瞳はパールグレー。高校生くらいの外見、腹部に人形のエリザベスが入っている。セラヴィーに内緒でギャルファッションで遊びとバイトに精を出し、自由に動き回れる生活を謳歌していた。燃料は油で、使用済みの天ぷら油でも十分稼動する。

## うらら学園

### 教員
ウララ
声 - 島本須美
うらら学園の園長。大きな瞳が特徴的な小柄な女性。ポピィの心を読む能力を防ぐなど、その能力は未知数。「あらあらまあまあ」が口癖。自宅は「目玉屋敷」と呼ばれ、七人姉妹に七人兄弟の夫と七匹の犬がいるが、全て彼女と同じ大きな瞳の持ち主（夫は昔、普通の目だった）。アニメ版ではひらがな表記（うらら園長）。動物に変身させられたときの姿はナマケモノ。
『N』では、東京に目玉物産という一族の会社があることが語られる。チャチャたちが住むマンションの管理人を務める姪のチェルシーがいる。
ラスカル
声 - 松野太紀
バナナ組教師。外見は凶暴そうだが生徒への愛が人一倍強い熱血漢で、普段からリーダーシップを発揮する皆の兄貴的存在。両手に常に持っている鞭は体罰用ではなく、生徒を守るために使われる。興奮すると鞭を使いたくなる。かわいらしいものや綺麗なものが好きで、祭りや行事が好きなお茶目な面もある。髪を伸ばしているのは結婚相手をもらうための願掛けなのだが、職員室では園長のおもちゃである。子供の頃はガキ大将だった。後にまやちょんと結婚、息子・アメデオを授かる。口癖は「鞭でビシ、バーシだ」。動物に変身させられたときの姿はアカホエザル。
『N』では教師を辞め、妻（まやちょん）の実家が経営する会社の東京支社で、サラリーマンをしている。結婚したと同時に髪を切った。まやちょんとの間に一人息子のアメデオがいる。掃除の途中でトイレに入ったらモップが倒れてつっかえ棒になり出られなくなっていた所をなるとのテレポートで部屋に入って来た元教え子であるチャチャ達に救出され再会した。
バラバラマン
声 - 柏倉つとむ
りんご組教師。見た目は物腰柔らかな金髪美形青年だが、後述の枯れかけていたシーンで人間のミイラではなく枯れたバラのツタになっている描写があるので、金髪青年の外見は本来の姿ではない可能性がある。いつもバラ柄のスーツを着ている。かわいい物に目が無く、興奮すると頭からバラの花が咲く。職員室へ週番日誌を提出しに来た、リーヤとお鈴を気に入りラスカルに「花いちもんめ」（魔法の国でいうところの決闘）を申し込むが、失敗。体中のいたるところにトゲを持っている、トゲ肌男。セラヴィーに自分の体質治療をかつて相談したこともあるが、結局治らなかった。悲しいときは頭のバラが枯れ、怒ると足から根が生えてくる。動物に変身させられたときの姿はヤマアラシ。アニメではうらら学園の話ではなくフラワー高原のバラの館の主として初登場した。
『N』では、2巻で東京に来た時に行方不明になり、発見時に「スーツの中に枯れたバラのツタがびっしり」という姿になっていたが、チャチャたちの魔法薬を投与して庭に植えたところ再び生えてきた。チャチャの作った設定変更魔法薬によりトゲの位置をずらしたことでトゲ肌は完治したが、代わりに口内にトゲが出るようになり、強く息を吐くと口からトゲが発射されるようになった。
まやちょん
声 - 本多知恵子
オレンジ組教師。乱暴な口調、武闘派、ストレート、攻撃的な性格。ラスカルとは幼馴染みで、彼が好き。普段はツインテールの三つ編みにカンフー胴着姿。実はかなり裕福なお嬢様で、ドリスとお互いの意思に反してお見合いをさせられたが結局ラスカルの乱入で破談となる。動物に変身させられたときの姿はヤマネコ。
『N』ではチャチャたちと同じマンションで、夫のラスカルと息子のアメデオと3人で暮らしている。夫婦になっているが実は結婚式は上げておらず籍だけ入っていたことが判明。父親がラスカルを社員にしてすぐ東京の支店に飛ばして勝手に自分をどこぞの御曹司と政略結婚をさせようとした陰謀に気付いた後すぐ家出してラスカルを追いかけて籍を入れた。上記の理由から両親とは絶縁状態になっていた。何度ラスカルとの結婚式を挙げようとしても父親が嫌がらせで金にものを言わせて妨害してくる為、表向きはどろしーの結婚式に見せかけて彼女と一緒に式の準備をしていた。後にチャチャたちの援護により誰にも邪魔されることもなく魔法の国で念願のラスカルとの結婚式を挙げることができた。
おゆき
声 - 冨永みーな
うらら学園の教師で、雪女。かなり気が弱く、少し動揺するだけでも周囲に吹雪を巻き起こして凍結させる。ラスカルが交通事故で学園を休んだ際にバナナ組を任せられたが、様々なトラブルが重なってパニックを起こした。チャチャの魔法によって自分を取り戻し、現在は動物園のペンギンショーを受け持っている。口調はお母さんのような話し方。
『N』では、動物園が閉鎖されたため、東京で目玉物産の冷凍倉庫番をしていた。仕事の合間に日記風の小説を書いており、後に作家デビューした。「ぽわぽわ」（雪女の方言）としかしゃべれない乳児のような祖母と、少女のような母がいる。
よしこ
声 - 又村奈緒美
保健室の先生。幽霊のように陰気な女性で、リーヤからは恐れられている。ピョコタンどうぶつ病院に勤めている瓜二つの妹・よしみがいる。
『N』では、結婚して東京で専業主婦をしている。薬剤師の資格も取得している。夫の経営するドラッグストアが人手不足の時はヘルプで仕事に入るが、風に飛ばされたり流血して倒れたりで、客を怖がらせている。しかし普通のエナジードリンクを飲むとパワーアップして、あらゆる仕事をテキパキとこなせるようになる。なお、ダイエット施設「ダイエッ塔」のエステコーナーで、よしこ・よしみ姉妹にそっくりな女性がエステティシャンとして働いている。

### 生徒
マリン
声 - 櫻井智
りんご組に通う人魚。A型。リーヤにベタ惚れで、チャチャを勝手に恋敵にしている。出しゃばりかつ身勝手な性格で、ずる賢いぶりっ子。リーヤが狼男であることに全く気付いておらず、しかも理由なく狼リーヤを虐待している（リーヤが狼男であることを説明されても、目の前で変身しても、一切信じない）ので、リーヤの方からは怖がられている。しいねちゃんをチャチャ同様にぞんざいに扱う・リーヤになりすました兄・サナエに思いを寄せられるも、リーヤでないと分かると徹底的に冷たくする・海坊主を邪険にするなど、リーヤ以外の男性に対しても態度はきつい。海の産物をどこでも召喚できる壺を所有している。アニメでは海産物型の専用ステッキに変えられ、「マリン・マリリン・マリマリ・リン」の呪文とともに召喚する。妹はナミ。動物に変身させられたときの姿はワニ（アニメ版ではアヒル）。
原作ではチャチャに呼び捨てされているが、アニメでは基本的に「マリンちゃん」と呼ばれ、原作ほど仲は悪くない。ただし、リーヤに抱きついたりした場合の嫉妬心は健在である。
アニメ版ではしいねちゃんの事を「いい奴」と評価したり、ピッケルくんに献身的に接すると言った一面が見られた。
『N』では、リーヤを追って東京に来たものの他の男性に目移りして、リーヤに対する恋愛感情は完全に消滅。ペットショップ勤務のバイト店員。鶴頭カイ(人間の姿になった海坊主）と付き合っている。ペットショップを訪れた客にペットを飼う前にペットのマイナス面を理解してもらう説明をするなど勤務態度は良く、前作に比べて幾分か性格が丸くなっている。
やっこ
声 - 赤土眞弓
通称・やっこちゃん。AB型。バナナ組の、チャチャのクラスメイト。魔法薬・魔法アイテムの作成を得意とする、黒頭巾を被った魔法使い。セラヴィーに惚れており、マリンと同じくチャチャを恋敵にしている。ただし、チャチャがセラヴィーに恋情を持っていないこともあり、マリンほど仲が悪くはない。よくセラヴィーの妄想をしている。一途さはマリン以上で、後にリーヤから他の男に目移りしたマリンとは違い、相変わらずセラヴィー一筋であり、双子が誕生した際には「年上の女はいや？」などと赤ん坊を誘惑しようとしているほど。その一方で本来の恋敵であるはずのどろしーに対しては特に敵意は持っていない。
乙女らしさと図太さが共存した性格で、アニメではときどき九州弁（「ちぇすとぉ!」「なんばしょっとかぁ!」など）が出る。自分の髪と同じ色の紫に独特な愛着を持っている。幼い頃、ゴロゴロ山を目指す途中でセラヴィーに助けられたことから、彼に恋心を抱く。アニメ版ではピッケルくん（声 - 杉山佳寿子）から好意を寄せられている。
祖父のやじろべー、弟のやん太と暮らしている。動物に変身させられたときの姿はイノシシであり、見た目を非常に気にしていた。
『N』では、セラヴィーを追って東京へ行き、エステの健康食品売り場でバイトをしていた。チャチャたちとの再会後は、セラヴィーのマンションに、部屋を魔法で増やして転がり込む。
お鈴（おりん）
声 - 並木のり子
通称・お鈴ちゃん。バナナ組の、チャチャのクラスメイト。とても小柄な桃ん賀流忍者で、しいねちゃんに片想いしている。おしとやかな性格だが、敵には容赦しない。納豆を包む藁のような髪型で、一時はセラヴィーの作った桃型の頭巾をかぶっていた。すばしっこく、目には見えない早さで料理を作る。終盤は出番が極端に減り、端役となった。弟は鈴之介。アニメ版のみ祖父が登場している。動物に変身させられたときの姿はモモンガ。
アニメでは第2話から登場していたがセリフは11話までカットされていた。これはメインライターだった三井秀樹がチャチャ達とお鈴は顔見知りではない設定にしてしまったのが原因だという。
『N』では、東京に来て時代村で忍術を披露する職についていた。普段の服装は都会的で、チャチャたちと会ったときは「都会の色に染まった姿を見られたくない」と恥ずかしがっていた。チャチャと共にリーヤとしいねちゃんが通う中学校の文化祭に訪れ一年三組の動物カフェに訪れた時、黒猫の格好をしたしいねちゃんにときめき、彼とお揃いの猫耳で一緒に記念写真を撮れたことに感激していた。
ヒーロン
非常に気弱なうらら学園の生徒。先生に注意を受けただけで泣き出すほどで、登校拒否に陥った時は、数ヶ月海に入ったまま戻らなくなった。ただし性格自体は正義漢で、彼の「あの子を助けたいよパワー」が爆発するとブレスレットが作動し、みっきーと合体してドルフィンガーとなる。のちに半人前の人魚だったと説明され。チャチャたちの協力で海の底にあるマーマン昆布を入手し食べることで、全身鱗の半魚人（一人前）の姿に変化した。極度の方向音痴。後に遠くの南の国へ引っ越した。作中で唯一リーヤを狼と認識している。
ドルフィンガー
魔法の国を守るヒーロー。イルカを模した戦闘スーツを身に纏い、クロールで空を泳ぐ。その正体はヒーロンとみっきーが合体変身した姿である。ドルフィンガーに変身している間の記憶は二人には残らない。毛皮屋に捕まりかけたリーヤを助け、リーヤをヒーローオタクにするきっかけになった。マーマン昆布を食べてゴールドドルフィンガーにパワーアップした。
ナミ
マリンの妹。さくらんぼ組。惚れっぽく一途なところは姉にそっくりだが、姉と違って頑張り屋でおしとやかな性格をしており、クラスメイトやチャチャたちとも仲が良い。またリーヤが変身することも理解している。入学初日、木にひっかかった帽子を取ってくれたポピィに恋している。焦げ焦げの卵焼きを作ったり、かなり生臭い手製のサカナクッキーを差し入れたりなど、ポピィにアプローチしている（のちに玉子焼きは上手に焼けるようになる）。危ない目に遭うとポピィに助けられることが多い。人魚であり、人魚形態は川遊びしていた時と予告カットでのみ披露している。後にリーヤから別の男性に目移りした姉とは違い、チャチャとリーヤが結婚した頃にも、ポピィに一途である（報われてはいない模様）。
鈴之介（りんのすけ）
お鈴の弟。さくらんぼ組。極度のシスコン。姉とは逆に大柄で、上級生よりも背が高く態度も大きい。姉の作るおはぎが好物。姉が惚れているしいねを警戒していたため、チュチュの策略でしいねの好きな相手がチャチャだと知り、安堵している。
やん太
やっこの弟。さくらんぼ組。赤ん坊並みに小さく、ずっとやっこにへばりついて登校してきていたが、誰にも気付かれなかった。かなりの人見知り。バナナ組の面々には懐いている。チュチュの手段を選ばない説得には弱い。

## もみじ学園
もみじ園長
声 - 井上瑤
超エリート学校・もみじ学園園長。結い上げられた髪の先にもみじ型の飾りをつけている。うらら学園の卒業生が有名になっていくのを妬み、うらら学園の秘密を探るためにスパイとしてポピィを送り込む。ポピィがうらら学園の雰囲気に絆されてスパイを辞めた為、目的を彼の抹殺へと切り替え刺客を放ち続け、自分型のアンドロイドも投入するが全て失敗。最後には自らを模した巨大ロボットで出撃するが、ロボットを破壊された際に校舎も壊れた。仕方なく巨大ロボットを校舎として開放するも不評で、学生は全て転校した。
アニメはOVA版のみの登場。最後はうらら学園と運動会で生徒の取り合いを行い、もみじ学園が勝利するものの、うらら学園の図書室を修復不可能な程に破壊し尽くした代償としてうらら学園の生徒と教職員全員がもみじ学園に引っ越してくる羽目になった。
市松（いちまつ）
もみじ学園からポピィ抹殺にやってきた刺客で、超高性能アンドロイド。正式名称は「5速マニュアルa-II 5-6S（スーパー）ターボ」。動くたびに「みっ」と音が鳴る。非常に首が取れやすい。体内に爆弾が仕掛けられており、うらら学園ごと爆破されそうになったが、ポピィが超能力で除去して事なきをえた。爆破されそうになった恨みからもみじ園長を裏切り、時折嫌がらせに行っていた。爆破から救ってくれたポピィを親友と思い、押しかけ友人状態に。ポピィをほほえみ戦士・エガオンに仕立てた張本人で、強引に変身させることができる。
平八が友人としてポピィに近付くのが気に入らず敵視している。ヒーロンとみっきーが帰ってきた時には、エガオンのために二人を抹殺しようとした。マジカルレンジャーの長官でもあるが、大魔王の暴走でマジカルロボに本部ごとボディを潰されたが、その後修理のついでに平八と同程度まで頭身を伸ばした。
『N』では、ポピィを追って東京に来たものの、自我が宿る頭部と優しい心を持つ首から下の胴体が喧嘩別れした。頭部はチャチャの家に住み、胴体は修作の家で漫画のアシスタントをしていた。後に魔法の国のホーキング博士とフランケンに、それぞれ別の胴体と頭部を作ってもらった。胴体は修作がデザインした顔の女性になり、頭部は修作の漫画が気に入って、胴体と共に修作の家でアシスタントをするようになる。
じーさま&ばーさま
声 - 三ツ矢雄二（じーさま）、田中真弓（ばーさま）
もみじ園長が最初に放った刺客の殺し屋。洟を垂らした爺さんと、パーマをかけた小柄な婆さんの夫婦。じーさまは耳が遠く、抜けている。100年前に借りた10円（無期限無利息）を返すために殺し屋を始めた。じーさまがポピィに助けられてから改心し、殺し屋を辞めてポピィの家来となった。
『N』では、チャチャと同じマンションに暮らし、ポピィくんの番組を楽しみにしている。
アニメはOVA版のみ登場。
すいまー
もみじ学園からの刺客。睡魔のスイマー。登場するときの自己紹介は「私が睡魔のスイマーのすいまーだ！」。水の精で、水のある場所ならどこへでも出現する。普段は非常に濃い顔だが、ゴマのような目とひしもちのような口へと顔を変えた後、泳ぐ動きで相手を眠り込ませる催眠術を使う。
一度はチャチャ達に油性マジックで顔を落書きをされ、術を封じられて敗れた。一年後に顔の落書きが取れ、手の一掻きで一人を眠らせるほどパワーアップして再登場。眠り込んだチャチャたちを夢の世界で追い詰める。すいまーの術は、夢に連れ込む相手に添い寝しなければいけなかったため、どろしーの横で寝ていた所をセラヴィーに見つかり怒りに触れた。その後、すいまーを見た者は誰もいない。
『N』では、セラヴィーに魔法薬の材料にする為に、小さくされて焼酎漬けになっていたことが判明した。リザードが瓶を割って元に戻り、復讐しに東京まで来る。久しぶりの登場なのでチャチャ達から忘れられていたが、さすがに3回目なので催眠術を見破られてしまう。新たにバタ足の足を見るだけで眠気を誘う術を会得したが意味がなかった。最初はチャチャたちに顔にクッション、大きなハンド、濡れ雑巾を被せられる、リーヤとしいねちゃんにバカと言われて心が抉れるように傷つくなど散々な目に遭う。チャチャ達を罠にはめて眠らせた後、早朝ロケで早起きをした為、疲れて眠っているポピィがいる部屋に辿り着くが彼に倒され平八の部屋に袋を被らされ縛られ身動きができない状態で大雑把に放置される。またポピィの弟なるとの存在を知らず（小っちゃいポピィくんと呼んでいた）兄とのお昼寝の邪魔をされて不機嫌になったなるとに超能力で攻撃されオモチャの車を投げつけられた。
ムッシュ・セミョール
もみじ学園からの刺客のセミ男。外見はセミの着ぐるみを着た男。空を飛べる。ポピィに昼夜問わずセミのように鳴き続けて死ぬと呪いをかけた。呪いを解くには鳴き合戦でセミョールに勝たなければならないが、平八のスピーカー並の声量に完敗した。

## メインキャラクターの家族関係者
チャチャの父
声 - 中田和宏
糸を引いたような目で、自分のテンポを持った穏やかな人。
『N』では出版社に勤めており、修作の原稿取りなどに行っている。仕事中は人相が変わり、その顔は非常に怖い。
アニメでは魔法の国の国王で、大魔王によって妻共々石像にされていたが、チャチャが大魔王を倒したことで元に戻る。目は開いている。見た目よりおちゃめでそそっかしい。
OVAの最終話には原作版国王も（アニメ版とは別に）描かれている。
チャチャの母
声 - さとうあい
セラヴィーの師匠。散々な目に遭っており、どろしーとはセラヴィーの愚痴を言い合う茶飲み仲間。
アニメでは魔法の国の王妃で、大魔王の手によって夫と共に石像になっていた。おとなしく、優しい母。チャチャに魔法の通信コンパクトを渡し、頻繁に連絡を取っている。
OVAの最終話には原作版王妃も描かれている。
チュチュ
チャチャの妹。細すぎる糸目は父親似。武器や爆発物、罠の類が好きで、学校や自宅にも仕掛けがたくさんある。うらら学園ではチャチャより2学年下。さくらんぼ組のクラス委員長で、クラスメイトをまとめるためには武力行使も辞さない。パンツやお尻を見られても動じない。魔法の才能はなく、ほうきの速度や魔法弾の効果などは全て爆弾で解決しようとした。歯ぎしりの音が特殊。
『N』では、チャチャのような睫毛が欲しくて東京へ来る。マイペースも爆弾も相変わらず。
サナエ
声 - 高橋広司
リーヤの兄。リーヤがそのまま成長したように、容姿はリーヤと瓜二つ。マリンに惚れており、当の彼女はサナエには興味が無いが、彼をリーヤと勘違いしてデートしたりすることもある。町で暮らすリーヤをうらやましがるあまり、喧嘩になることもしばしば。しかし、泣き虫すぎるリーヤに立派な狼男に育って欲しいと願ったり、敵に果敢に立ち向かう弟の姿には素直に感動したりと、兄らしい側面もある。リーヤもまた、サナエが猟銃で撃ち殺されそうになった際には、恐怖よりも怒りを爆発させるなど、兄弟仲がいい一面もある。
『N』では長男のハジメから八男のマルコまで結婚して嫁をもらい生まれた甥っ子姪っ子の子守りをする多忙な日々を送っていた。
タカノ
リーヤとサナエの兄。他の兄やサナエたちと一緒に、じいちゃんの木こりの仕事を手伝っている。うらら学園で学校生活を送るリーヤを羨ましがっている。
リーヤのじいちゃん
声 - 水谷誠二
リーヤの保護者。非常に巨大な体で、木こりをしている。リーヤを含む大勢の孫たちと暮らし、食事の時には激しいおかずの取り合いを展開している。
『N』では、筋肉大魔神の血を引く為に生涯成長を続ける為、さらに巨大化して山と同化していた。物忘れが激しくなり、里帰りしたリーヤのことを忘れていた。自分の頭の上にひ孫のボチ子が落ちてしまい更に狩りに来たリザードの乱入によって騒動の中で頭を刺激され血行がよくなった影響でリーヤのことを思い出すことができた。以後、リーヤのことを忘れないように孫達が毎日、頭皮マッサージし頭はサッカー場のグランドになっていた。
アニメ版では狼姿が2度登場し、すしを握ることが特技である。
リーヤの両親
リーヤが乳児の頃、誤って谷底に夫婦そろって転落してしまい、死亡したものと思われていた。しかし何年もかけて谷をよじ登り続け、無事生還した。
リーヤの父親はじいちゃんの息子で黒髪。リーヤの母親は、若々しい姿で息子のリーヤによく似ている。義父のじいちゃんからは「嫁」と呼ばれている。
『N』では長男から八男が嫁をもらい結婚して子供が生まれた為、たくさんの孫に恵まれている。母親はいたが父親は息子達と共に仕事に行っていた為、いなかった。
アクセス
声 - 高橋広司
しいねちゃんの父親。息子を溺愛するだけの情けない人物。とてつもない怪力の持ち主で、しいねちゃんにしばしば大怪我を負わせてしまう。妻の意向でしいねちゃんがどろしーに預けられた根本の原因の人。
『N』では、東京にいるチャチャに馬を貸したため、しいねちゃんのラッピングをしたバイクで騎士をしている。
アニメ版では、大魔王の命を受けてチャチャを倒す使命を帯びた騎士だった。やむなく魔界に入らざるを得なかったため、息子との対決を経て魔界を抜ける。マジカルプリンセスのセレインアローを初めて打ち破り、不死鳥の剣入手後も格闘戦で強さを見せつけたが、チャチャがバーニングフラッシュを使いこなせるようになった後に敗れ正気に戻った。
アニメから原作への逆輸入キャラであり、原作に初登場した際、そのあまりのギャップから、どろしーに「アニメでは渋い人なのに…」と遠い目をされている。
なると
ポピィくんの弟で、兄と同様の能力を持つ。それが原因で両親から兄に預けられた。超能力があるものの制御しきれない。仏頂面。言葉は話せないが、兄に対してのみテレパシーで会話出来る。ブラコン。最終的には、兄と同じくらいの年頃に成長し、アメデオと親友関係に。
『N』では片言ながら言葉を話すようになり、同じマンションのアメデオと仲良くしている。
リザード
セラヴィーの養父。セラヴィーと同居するためにやってきた。セラヴィーが赤ん坊の頃に山で置き去りにされている所を発見し、そのまま育てる。外見は誰もが見とれる美少女であり、トロリンとしたかわいい人。実は251歳の老人の上、正体はトカゲ男。食事と冬眠の時だけトカゲの姿に戻る。見た目に反してかなりの老体の為、総入れ歯を常用し、視力低下や神経痛を訴えている。人とトカゲ以外の動物を食べる悪癖があり、セラヴィーが幼い頃に飼っていた全てのペットを食べた。
おっとりした性格で、根性はある。一度ぐれて暴歩族シャイニングシルバーのメンバーになった。冬場は冬眠に入る。やじろべーとは老人仲間。漫画好き。セラヴィーのオカマ嫌いや寂しがり癖といった悪癖の根源を生み出した困った人。
『N』では、東京には来ることはなく魔法の国で暮らしている。女装が似合わなくなったドリスにアドバイスして師匠になった。
ドリス
声 - 小宮和枝
どろしーの弟。子供の頃から女装している。容姿は姉と瓜二つで、長い金髪のカツラを被っている。御曹司で、口調はお嬢様らしくおしとやか。セラヴィーのこととなると人が変わる。男性と露見した時だけ不自然に男っぽくなる。姉にセラヴィーを奪われたと思い込み長年恨んでいる。セラヴィーに抱きついて殴り倒される。
その後も、チャチャ達にセラヴィーが嫌いになる薬を混ぜたケーキを食べさせ、一人ぼっちになったセラヴィーに迫るが、寂しさのあまりに暴走したセラヴィーに再び殴り飛ばされた。まやちょんとの見合いの際に親の意向で背広を着ていたが、相当辛そうにしていた。
『N』では、加齢により体格が男らしくなったショックで自暴自棄になり、どろしーの城に引き篭もっていたが、若さを保っているリザードに出会い、彼を師匠にしてその指南により、似合う女装を突き詰めたらセラヴィーのコスプレで女装したような姿になった。
ユーリン&リーラン
原作の番外編に登場。セラヴィーとどろしーの子供。どろしー似の男の子がユーリン、セラヴィー似の女の子がリーラン。セラヴィーから魔法を習っているようで、幼いうちからほうきでスイスイ飛び、召喚魔法をマスターしている。なるととアメデオの苦手な相手で天敵的存在。

## 魔界
平八（へいはち）
大魔王の八男で、セラヴィーの実弟。魔法の国担当の魔王でありながら、町の人間には「バイトと遊びに勤しむ魔王のにーちゃん」として馴染んでいる。魔王の仕事をしている時のコスチュームは、アニメ版大魔王の着ぐるみ。容貌は子安武人に似ている。遊び好きでおちゃらけた性格の反面、実力は高い。ポピィがエガオンの正体だと知り、自分のサボりがばれないように協力を要請。その後もポピィを脅し、弄んで楽しんでいる。
一人称は「俺様」。ゲームマニアであり、居城にたくさんのゲーム機やソフトを保管している。リストバンド、チョーカー、黒い服を好んで着用している。変装して「たいらはち」として正義の隊員採用試験を受けて合格、市松には同一人物と気付かれずに活動もしていた。父親の顔は覚えていたが、母親の顔は忘れ、兄達も偽者が紛れ込んでいてもどれが偽物か分からなかった。最終的に魔法の国の選挙で国王に選ばれた。
『N』ではポピィとともに東京に来て、セラヴィーの部屋に転がり込む。芸能人になったポピィのマネージャーをしている。また、おっさん蚊の騒動以来、神経質となり後ろから気配を消してポップコーンを食べようと飛んできたふーくんをヘッドホンを付けていてゲームをしてもすぐ後ろを向いて肘打ちで撃退してしまった。リザードにモン◯ンで肉焼いている画像のゲーム機を丸飲みされたことを根に持っていて深く恨んでいる。
大魔王
セラヴィーと平八達の父親で、魔界の王。無精ひげに長髪、サングラスという格好。核を浴びても平気なうえ、魔王ビームと無敵パワーを持つ最強人物。恐妻家。妻は黒髪で、セラヴィーそっくりである。漫画マニアで本を15万冊も所持し、読むスピードは超光速。妻に漫画本を捨てられた時は悲しみのあまり暴走した。
本を読みやすくするため、指サックやルーペなどの小道具を所持している。赤ん坊のセラヴィーを背負ってコミックマーケットに行った帰りに我慢しきれずに山中で漫画を読み、満足してその場にセラヴィーを置き忘れた。番外編ではフィギュアにもはまりだしていた。
メカ
大魔王の次男。ロボットマニアで自身もロボット。「ビビッ」としかしゃべらない。
『N』では、母親にスクラップ置き場で拾われたと言われていた件が発覚するが、冗談だと思って気にも留めていない。
白菜
大魔王の三男。リーヤのじいちゃん並みの巨体の持ち主。野菜マニアで白菜のような容貌。
シワシワ
大魔王の四男。よぼよぼの老人のような姿で、実は若者。平八曰く、気苦労が多くて老けたらしい。数珠マニア。
『N』では、他の兄弟を本当の兄弟だと思っていないというセラヴィーに対して、急に受け入れられるものではないと度量の広さを見せる。
タワシ
大魔王の五男。毛むくじゃらで怪獣のような姿。長年北国に留学していたために訛りが強く、平八となると以外には「がはぁっ」としか聞こえない。熊を一撃で仕留められる力を持つが、かなりのビビリ屋。
『N』では、母親に山中で拾われたといわれた件が発覚、サカナも海で拾われたといわれたが、冗談だからと彼を他の兄弟とともに慰めていた。
サカナ
大魔王の六男。見事な魚だが、陸上でも平気で過ごす。体温が低い。かなり短気な性格で態度がでかく、兄弟の中ではツッコミ役。魚の食料マニア。番外編でもユーリン達に召喚され、荒っぽい口調でアメデオをどついていた。
『N』では、自分だけ本当の息子じゃないのではと悩み、兄弟の絆を確かめにセラヴィーに会いに来る。他の兄弟と共に町に出て騒ぎを起こすが、チャチャが作った仲直りの饅頭で、食べ物を譲り合うことを覚えた。
火星人
大魔王の七男。円盤に乗った宇宙人のような容姿。台詞は「ぴぽー」以外ない。UFOマニア。
『N』では、母親に隕石にくっついていたのを拾ったといわれ、当人は気にしていないが、セラヴィーに事実なのではないかと言われた。
セラヴィーの母
セラヴィーと平八達の母親で、大魔王の妻。黒髪で、顔立ちはセラヴィーそっくり。本編では写真だけでの登場。
『N』では、「リモコ」のペンネームでライトノベル作家として登場。イラストの部分を修作に任せている。得意な話は「主人公が異世界に転生してパーティを組み、大魔王を非常にねちっこい手段でジワジワ追い詰めながら倒す」というもの。

## ゴニャンジャー
アニメで登場したミケネコ博士の兄弟は、原作では『N』から逆輸入する形で登場。平八の知り合いで、兄弟で東京でメイク屋を勤めている。
ミケネコ博士
声 - 高橋広司
猫人間らしきマッドサイエンティストで、にゃんこハウスの作り主でもある。巨大ロボット・ニャンダバーZを製作してチャチャたちに戦いを挑んだ。実はチャチャたちのクラスメイト（宮本君）の父親。うらら学園の進級試験の技術試験官として再登場した。4人の兄弟がいる。
ゴニャンジャーのリーダーで、 ゴニャンジャーとしての名前はミケニャンジャー。イメージカラーは赤。
『N』では、シロネコ以下の息子達を伴い、ロボット技術が優れている日本に来たものの、どこも巨大ロボットを作っていなくて失望し、シロネコの経営するエステに勤務していた。
シロネコ
声 - 島本須美
ミケネコ博士の妹で、兄弟の紅一点。
アニメでは変装の名人で、プリンセスメダリオンを偽物にすり替えるなどした。その目的でセラヴィーの家に潜入した際、勝手にセラヴィーに惚れ、どろしーを怒らせた。ゴニャンジャーとしての名前はシロニャンジャー。イメージカラーはピンク。
『N』では、他の兄弟とともに原作初登場。メイクにはまっていたため、東京でエステを開業している。
ブチネコ
声 - 大林隆之介
長男。アニメでは事業に成功して大金持ち。
ゴニャンジャーとしての名前はブチニャンジャー。イメージカラーは緑。
クロネコ
声 - 浪川大輔
ミケネコ博士の弟で、四男。アニメでは大学の応援団に入っている。
ゴニャンジャーとしての名前はクロニャンジャー。イメージカラーは青。
トラネコ
声 - 西村智博
ミケネコ博士の弟で、三男。少し不良っぽい。
ゴニャンジャーとしての名前はトラニャンジャー。イメージカラーは黄色。

## その他
カンカン&ランラン
声 - 松野太紀（カンカン）、島本須美（ランラン）
双子の魔法使い兄妹。世界一の魔法使いの座を狙い、若返りの薬を使ってセラヴィーを幼児化させ、魔法を封じてから倒そうとした。アジトに年増やしの薬を用意していたが、飲んで元に戻ったチャチャが酔っ払って暴走し、彼女が召喚した「うさぎさん」に倒された。その後、うらら学園の進級試験の音楽担当試験官として再登場。
アニメでは大魔王の手先であり、人間を動物化させる事件も引き起こした。
きゅーちゃん
声 - 福留賢司 / 三ツ矢雄二（キャラクターショー）
ナルシストの吸血鬼。チャチャとマリンの血を狙って二人を攫う。超音波を使って追いつめるが、助けに来た狼姿のリーヤの方がかっこいいとチャチャに言われて傷つき、敗北した。その後、うらら学園の進級試験の美術担当試験官として再登場。
アニメでは大魔王の手先であり、2度に渡って登場した。
『N』では、チャチャと同じマンションで、汚部屋で一人暮らしをしていた。チャチャたちに手伝ってもらって掃除をする。
きゅーぴふぇるちゃん
声 - 曽我部和恭
悪魔のキューピッド。うらら学園の図書館の本から出現し、かくれんぼをしていたしいねちゃんに乗り移ってチャチャとの恋を成就させようとする。持っている矢に射られるとゾンビになり、ゾンビは依頼者の言いなりになる効果がある。全く矢が当たらず、リーヤ、バラバラマン、ラスカルと体を変えて無差別攻撃を始めたが、うらら園長に乗り移っていた妻に怒られながら帰っていった。
アニメでは大魔王の手先で、かくれんぼで縁結びの神社に隠れたしいねちゃんに乗り移った（以後リーヤ→ラスカルと乗り移る）。うらら園長に手ひどくあしらわれている。体が大きすぎて自分では弓矢を撃てないが、パワーアップすると体が弓矢のサイズに合う（＝縮む）。
正五郎
うらら学園で飼われていた鶏のボス。金色のトサカを持つ巨大な雄鶏で、狂暴な性格。かつて生徒時代のラスカルが掃除当番になった時に負けたのを覚えており、小屋の掃除に来たラスカルたちに仕返しをしようと手下の鶏と共に追いかけ回す。元々は普通の鶏だった。実はヒヨコ時代に、初代の飼育係（セラヴィー）が無意識にかけていた魔法の影響によるものだった。小屋が破壊された後は元の大きさに戻り、責任をとってセラヴィーが引き取ったが、その後リザードに食べられた。
ピョコタン先生
ピョコタン動物病院の獣医師で、眼鏡をかけ、頭にはウサギの耳が生えている男性。魔法の国では名医として知られ、リーヤのかかりつけ病院となっている。さくぞーの飼い主。
さくぞー
猿のメス。リーヤに注射を射ってからというもの、彼を追い回す。リーヤからは恐れられている。
『N』では、さくぞーの一族が人間に変装して潜んでいる事実が語られ、リーヤに再び恐れられている。
シンちゃん
声 - 小村哲生
魔法使い世界一決定戦ともなれば何はともあれ駆けつける審判。チャチャたちが生まれる以前から審判をやっている。目つきはずっとキツいが、しゃべる口調は軽い。正義の隊員採用試験の体力テスト、相撲バトルの行司も務めた。
海坊主
声 - 松本ヨシロウ（16話まで）→永野善一（39話から）
海に棲む全身緑色の大男。男臭く一途な性格。マリンに片思い中で、何度も愛の告白をするがことごとくフラれている。
『N』では、マリンを追って東京に来たものの、汚染された海に見切りを付け地上に上がるも水分を失い、等身大にまで萎み、かたちを整えて人間のふりをしていた。その形態では海坊主であることにマリンが気づかないので、鶴頭カイという別人のふりをして、そのまま付き合っている。
海坊子
声 - 冨永みーな
海坊主の妹。三つ編みにりんごほっぺが特徴。ブラコンで海坊主のことを「お兄様」と呼び慕い、兄を振ったマリンのことを「性悪女」と呼ぶほど目の敵にしている。
三つ編みで攻撃をする。後にラスカル先生に恋した。
『N』では兄がマリンと付き合い始めたと知り、兄のことが心配になって東京まで追いかけてきた。また海坊主と同時に陸に上がったら乾いて人間の姿に縮んだ（しいねちゃん曰く「海坊主さんのカイさんバージョン」）。人間時の姿はマリンからはストーカー女と睨まれていた。チャチャのことを「赤ずきんの子」と覚えている。マリンがちゃんと彼女していると確認できたら魔法の国に帰ることを約束しチャチャ達と共にマリンとカイのデートを尾行することになった。また心配性で思い込みが激しい。カイがマリンにプレゼントしたネックレスを見て兄が利用されたと誤解をし噴水の水に浸かって正体を現しマリンに三つ編みで攻撃しようとするが海坊主が庇いプレゼントしたネックレスは海に潜ってトレジャーハントしてきたと言った。最後はマリンにお似合いのイケメンを見つけてあげると約束され仲良くなる。
ピカポン
声 - 古川登志夫
かつての世界一の魔法使い。頭頂が禿げており、常に鬘をかぶっている。セラヴィーに頭を刈られ丁髷にされた。得意な魔法は育毛・養毛に関する魔法。ヤホホ山に住み、訪れる者を全て魔法の実験台にしていた根性悪。どろしーによって蹴落とされた事実に気付いていない。再び世界一の座につくためにセラヴィーの魔法を封じようとしたが失敗し、逆にチャチャたちに倒される。
『N』では侍の弟（ポカピンの父）と甥のポカピンがいることが判明。チャチャたちにひどい目に遭わされてから来る日も来る日も仕返しの為に魔法修行に明け暮れていたが、無茶をしていて身体を壊して入院。更に入院中に知り合ったナース菊代と電撃結婚し復讐などすっかり忘れて腑抜けになってしまった。結婚したことで顔が以前より穏やかになり衣装にハートの装飾を付けており魔法の国行きの壺から東京に来て甥が迷惑をかけたお詫びに饅頭（探し物見鳥ピースケにより盗聴器が入っていたことが判明）を持ってきたと同時にセラヴィーに妻の菊代をみせびらかした後、結婚が決まったら祝電送ると言い妻と共に魔法の国に帰っていった。セラヴィーは結婚話を散々聞かされ、激しく嫉妬していた。
アメデオ
ラスカルとまやちょんの息子。髪型は父親譲りで顔は母親似。番外編になるとと共に成長して登場した際には、ラスカル譲りの鞭の腕を披露した。ユーリンとリーラン達に酷い目に遭わされているため、彼らが苦手。ゲーム好き。
『N』では生まれたての乳児でまだハイハイができず、喋れない。ラスカルが掃除をしている最中トイレに閉じ込められてしまい、いなくなったと思い大声で泣いていた所を同じアパートに住んでいたなるとと出会い、助けられたことがきっかけで仲良くなる。後にラスカルのマネをして鞭をおもちゃ代わりにし始めるようになった。なるとと一緒に鞭飛びにもハマッており、狼姿のリーヤは彼らの遊びに付き合わされていた。
やじろべー
やっこの祖父の魔法使い。かなりの高齢で、長い髭をたくわえ、いつも洟（鼻水）が垂れている。薬草を採りに山へ出かけた際にセラヴィーに助けられる。孫娘を溺愛していて、時にはセラヴィーに嫉妬する。リザードとは茶飲み友達。
田中（たなか）
ぶつどう動物園の園長で、異様にリアルな風貌。開園前の動物園に、うらら学園の二年生一行を招待したが、その目的はドウ君の開発費用で資金が底をついたため、人間を動物化させて園の陳列動物を確保することだった。動物使いと名乗るほど動物の習性を熟知している。最終的には、常識に目覚めたドウ君にサルに変えられ、猿山に収容された。
ドウ君
ぶつどう動物園のマスコットで、田中園長にそっくりなアンドロイド。右手で握手すると動物になり、左手で握手すると元に戻る特殊機能を持つ。制作費はかなり高かった様子。チャチャたちに攻撃を受けた影響で常識的な判断に目覚め、田中をサルに変えた後、ぶつどう動物園園長になった。
みっきー
態度と目つきが悪く、頬に傷があるイルカ。ヒーロンの幼なじみで体が大きい。空を飛べる。粗野な物言いをするが、結局ヒーロンには甘い。わらびもちが好き。
チュチュリー
バレエの妖精。人々に妖精バレエの素晴らしさを説いていたが、「悪い魔法使い」の魔法で小さい姿にされていたところをどろしーに元に戻してもらう。実際は誰彼構わず術をかけて強引にバレエを教え込んでいたため、セラヴィーが退治を依頼されて小さくしていた。今度はとてつもなく重く、一生脱げない舞封じの服を着せられた。
サンタクロース
普段はトナカイと共に書店「ほほほん」を営む老人。一人で全国を回るのは無理であるため、毎年抽選で訪問先を決めている。煙突のない家には窓を破って侵入し、寝ている子供が起きてしまった時はひげで首を絞めて昏倒させるなど、手段は強引。サンタクロースを否定されて落ち込むリーヤを慰めるため、その年のターゲットをにゃんこハウスの4人とチュチュに決めたが、完全に失敗した。
セシル
セラヴィーに瓜二つの天使。リーヤには頭上の天使の輪から「パルックさん」と呼ばれる。自分とそっくりなのに根性悪なセラヴィーを倒すため天から降りてきた。魔法や料理、トランプ、じゃんけんなどで勝負するが実力は伯仲、全く勝負がつかなかった。どろしーにそっくりな金髪の妻（どりまー）と、チャチャらにそっくりな4人の子供が迎えに来たが、その境遇を羨んで激怒したセラヴィーに殴り倒された。
バケだるま
どすとえふスキー場に出没する、狸のように人を化かす雪だるま。そっくりに化けられるのは顔と服装だけで、体はまんまるのまま。チャチャとリーヤはとことん騙されていた。その純粋さに感動し、二人に「よくだまされましたで賞」の賞状とアイスダイヤモンドを贈った。
アルミ
どろしーの後輩。死神の仕事をしており、偶然会ったどろしーにニャンコハウスの場所を訪ねた。チャチャたちのうちの誰かが死ぬと勘違いしたどろしーはパニックに陥ったが、実は動物専門で迎えに来たのは夜店ですくった金魚の魂だった。
シルクハット
カイゼル髭に「次男」と書かれたシルクハットとスーツ姿の男で「大魔王の次男でセラヴィーの弟」だといってシルクハットをプレゼントするが、実は大魔王の次男を装ってセラヴィーに近付いた刺客の魔法使い。操る前に自分の正体やシルクハットの秘密を全て喋ったために返り討ちに遭い、他の兄弟が全員人間離れしすぎていたのもあって八つ当たりまでされた。

## 『N』から登場するキャラクター
藤井 修作（ふじい しゅうさく）
チャチャたちが東京に来た頃に、田舎から上京してきた純朴な青年。チャチャたちと同じマンションの隣の部屋に住む漫画家。天然のため、魔法の国の存在やその住人も「東京は都会だから」という理由で受け入れている。市松の頭部と胴体に気に入られ、2人を漫画のアシスタントに使っている。まだ駆け出しの漫画家だが、大魔王には存在を知られており、「先生」と崇められている。
最終回で実は人間ではなく、地球の漫画にハマって銀河系の超田舎星から上京してきた宇宙人であることが判明。宇宙船を持っている。
梅川 桃介（うめかわ ももすけ）
リーヤとしいねが東京で通う公立中学校の三年生。リーヤが所属する園芸部の部長で先輩。
強面で人相が悪い為、当初しいねちゃんはガラの悪い不良だと勘違いしていた。
見た目はガラが悪いが、花を愛する心優しい性格で、後輩のリーヤとお花を提供してもらっている後輩女子からは慕われている。
他にもヒヨコ系男子の副部長と小鹿系男子の同輩がいる。威勢が良いのは格好だけらしい。
園芸部では花の他にも白菜、芋、ニンジンなどの野菜、稲藁、米などを畑で育てている（しいね曰く「農家部」）。
園芸部が畑に使用している土地は屋外活動をする野球部、サッカー部、陸上部、ラグビー部の運動部に常に狙われており話し合いでは決着がつかないので代表者の果し合いで土地を一年間使用する部を決める勝負がある。梅川が独り勝ちだったが間違えて母親が使用していた便秘用センナ茶を飲んでしまい腹痛になってしまった為、リーヤが代表となり全ての運動部の勝負に勝った。
文化祭の時、同学年のメイド喫茶と執事喫茶から店の雰囲気に合わないという理由で出禁にされていた際には部員と共に泣きながら怒っていた。
最終回でキングなコングの末裔でゴリラに変身できるゴリラ人であることが判明。
煌 薔薇美（きらめき ばらみ）
チャチャが東京で通うお嬢様学校「おりぼん学園」の同級生で、チャチャに学校を案内する役も務めている。
頭と胸元にバラを飾っているツインテールの美少女。
口調はおしとやかだが、本来は非常に暴力的な性格で、今まで何人もの先生や友人を病院送りにしていた小学生の頃は「灼熱の薔薇の女」と呼ばれ恐れられていた。途方に暮れた彼女の両親が藁にもすがる思いで少しでも大人しくなると期待して、おりぼん学園に入学させたことが語られている。
最終回では家系がバラ人間でバラバラマンの遠戚であることが判明。バラを頭に咲かせる他、髪の毛をトゲに変えた投げトゲが攻撃手段。
爆竜丸 / ラブリーしいねタン・チュキチュキ号
チャチャがアクセスから借りている馬。前者はチャチャがつけた名前、後者が本名。プライドが高く騎士しか乗せない。
最初はチャチャは振り落とされていたが、武士の格好をすることで乗りこなせるようになった。名前は本名より爆竜丸を好んでいる。リーヤとしいねが通う公立中学校の文化祭でメイドカフェと執事喫茶を務めている三年生が一年三組の動物カフェで行っていた数々の不正（本人曰く「ケチつける振る舞い」）を見逃さない正義感が強い一面を持つ。チャチャの魔法で人間になった時の姿は馬の時の甲冑頭鎧はそのままでサラリーマンのスーツを着ている渋キメの男性の姿（ただし失敗して馬の下半身部分が残っていた）。
ボチ子
ダイダラボッチの娘。リーヤの姪。リーヤの両親の孫で、じーちゃんのひ孫。母ダイダラボッチの血を引いている為、兄弟の中で一番大きい体を持つ子狼。頭にリボンを結んで付けている。崖から落ちて、じーちゃんの頭の上に落ちてしまう。一度は見つかるも、なぜかリーヤ・チャチャ・リーヤの兄たちから逃げる。更にトカゲ姿でエサを求めて狩りに来たリザードが乱入して喰われそうだった危機一髪のところをリーヤに確保された。皆から逃げていた理由はリーヤが持ってきた東京のお土産を我慢できずに全部一人で食べてしまい怒られるのを怖がっていた為である。
チェルシー
うらら園長の姪。目玉物産の不動産であるマンションの管理人。三つ編みを後ろに束ねている。チャチャたちからは「管理人」さんと呼び慕われており自分の部屋に誘うほど親しい。
普段は穏やかで優しいがマンションの管理には厳しく怒ると怖い。特に入居規約を守らない、集会の出席をしない、部屋の掃除をしなかった吸血鬼のきゅーちゃんを強く叱りつけていた。お皿に似ている特注の特大サイズのコンタクトレンズを付けている。
ふーくん / 文夫（ふみお）
しいねちゃんのペットである金沢弁を喋る白い鳥。文夫が本名。食い意地が張っている。
チャチャの探し物見鳥ピースケが住んでいる近所の知り合いである井上さん家の息子。
食べ過ぎの肥え過ぎが原因で母親と喧嘩して家出をし1人で東京（界外）に来た。
最初はボールのように丸い姿で鳥だと判別できない体型だった為、しいねちゃんからは「白玉ちゃん」と呼ばれていた。
動かずして食べ物を口へ運んでくれる飼い主を求めてマリンが働くペットショップの前で張り込んでいたらしい。また喋ることも怠けていた。
後にやっこちゃんの協力のもと、しいねちゃんのダイエットに成功し元の体系に戻る。なるととアメデオが与えるおやつが原因でお腹がたるむほど再び肥えてしまいダイエットメニューを食べさせられる羽目になる。夜中で空腹に耐えられずキッチンで盗み食い、お菓子の盗み撮りにはことごとく失敗する。リーヤがセラヴィーに内緒で少しずつ貯めたお米でご飯を炊いて狼の手で米を握った、残っていた麦茶が元で腹を下して食中毒となり思い切り痩せた。茂子という名前の姉がいる。しいねちゃんの魔法で人間になった姿は少し刈上げがある短髪の青年。
ふーくんママ&ふーくんパパ
ふーくんの両親。家出をした息子を心配してストレス太りしたふーくんママとビールっ腹を何とかしてほしいと言うふーくんパパはしいねちゃんのダイエットに成功した。後に「魔法の国で豪華クルーズ」の巻で再登場した時は両親共々リバウンドして再び肥えてしまう。しいねちゃんの召喚魔法で親族もろとも呼び出され（その際に両親が再び太ったことを知られたのを息子がチクったと思い込んでいた）振り子橋の振り子からお父さん船を守るクッション代わりにされ、通過した後は飛び去っていった。
ささみ健吾
子役俳優。彼の代役でドラマ出演し、人気俳優になったポピィをライバル視していた。一緒に自主映画を作った時は魔法を使うチャチャたちに怯えていた。じーさま＆ばーさまを怪我させてしまった窮地をポピィに救われ、信奉者になる。
ポカピン
マジカル侍。侍の父から剣の手ほどきを受け魔法使いの叔父に魔法を習った。
チャチャの妹チュチュの彼氏。チュチュが母親からヒヨコの甘いヤツを買ってきてほしいとおつかいを頼まれたと同時に連れてきた。最初は顔を下に向けていてチュチュに告白できないほどシャイな性格。チュチュからプレゼントされた髪留めクリップを付けていた。頭の真ん中にレーザービームのような身長以上長いロン毛の剛毛を生やしている
実は元世界一の大魔法使い・ピカポンの甥。ピカポンのことを「伯父上」と呼ぶ。顔はピカポンによく似ている。ハゲを嫌う。伯父から魔法使いセラヴィーを見つけたら必ず仕留めろと常々言われ彼に復讐、伯父の敵討ちをする為にチュチュの彼氏になった。
セラヴィーに復讐を挑むが、剣を野菜切りに利用されるなど敵わず、最後はチュチュが悪女ごっこでマシンガンを打ちまくったので戦いは中断（魔法で作った壁でガード）。チュチュに騙したことを正直に謝り彼氏から退役しようとするが最終的には壊れていないという理由で彼女に振り回される。
茂子（しげこ）
ふーくんの姉。巨大で巨体の持ち主。
弟以上に食い意地が張っている。巨大生物の島に里子に出されて島暮らしをしていた。
弟に飼い主が付いたと両親から聞き、一度挨拶に伺ってエサを食べる目的でチャチャたちが住むマンションにやってきたが、本当はしつこい3羽の雄鳥たちに追われていた。後にその3羽の雄鳥たちがやってきてチャチャたちが追い払った後、ちゃっかりしいねちゃんが買ったばかりのふーくんの鳥の餌を全部持ち去って帰る。その後、ヨーデルを歌った栄太郎という名前の雄鳥と結婚した。
雄二（ゆうじ）
巨大な雄のアヒル。派手なハートの模様が特徴。建物崩壊するほどのさえずり超音波を持つ。
巨大生物の島から逃げた茂子を追って多摩川河口から出てきてチャチャ達が住むマンションに現れた。
チャチャに魔法で出された大量の塩コショウをかけられ喉がむせて歌えなくなったので去っていった。
武史（たけし）
巨大な雄のダチョウ。髭を生やしている。得意なグルジアダンスは水道管を掘り返すくらいに回る脅威の回転力を持つ。
巨大生物の島から逃げた茂子を追って黒部ダムから出てきてチャチャたちが住むマンションに現れた。
回り始めようとしたがリーヤがバナナを食べて皮を投げてコケさせダンスが失敗して尻餅をついてしまい茂子に笑われたのが恥ずかしくて去っていった。
賢太（けんた）
巨大なドラゴンのような姿をした雄の翼竜。一番巨体の持ち主。ブレイクダンスが得意。
巨大生物の島から逃げた茂子を追って阿蘇山から出てきてチャチャたちが住むマンションに現れた。
ダンスを披露しようとしたが、マンションの前で着地した振動が原因で修作から受け取ったばかりの漫画原稿にコーヒーをこぼされたことに激怒して巨大化したチャチャの父に殴られまくった後、泣きながら去っていった。
宮下 都（みやした みやこ）
ベテラン大女優。ウェーブがかかったロングヘアーが特徴。
芸歴の長さと数々のヒット作に恵まれ今や名が知れており、梅川桃介を含むファンが多い。美人だが、実は先祖代々トカゲ人間である。
撮影が終わった後、楽屋に入った直後にトカゲ姿になりくつろいだが自分とポピィとの部屋を間違えてしまい自分の正体を見られてしまう。正体をバラされないように口封じの為にポピィの弱みを探る為にチャチャたちが住むマンションを偵察しにきたが、リザードと勘違いされ彼らによって散々でひどい目に遭わされた。最後はポピィに助けられチャチャたちは別トカゲだと気付く。何だかんだで結局は武士の情けでイノシシ一気をやらされた哀れなトカゲの正体は伏せられた。
最終回ではパーティーに呼ばれたメンバーが正体を明かしていく中、自分もトカゲに変身しようとしたが「ファンのためにやめとけ」とポピィに止められた。

## アニメオリジナルキャラクター
マジカルプリンセス
声 - 鈴木真仁
アニメ版で設定された、チャチャの変身した戦闘形態で、元のチャチャよりも年齢が高い姿をしている。チャチャが成長した姿かどうかは作中で明確にされなかった。また、魔法の国の初代の女王「ジョアン1世」と酷似した姿でもあり、マジカルプリンセスの用いる3種類の武器はジョアン1世が使ったとされるものである。この姿は大魔王が差し向ける刺客（最終的には大魔王本人）を倒すためのものだった。変身は、チャチャ・リーヤ・しいねが分け持ったアイテムによってなされ、3人が揃っていなければ変身できない。「愛と勇気と希望の名のもとに、マジカルプリンセス・ホーリーアップ」の掛け声と共に変身する。古代ギリシアの服装をモチーフとしたミニスカート姿だが、下着の露出などは一切なく、変身シーンも当時の変身少女アニメでは多かったボディラインの露出が避けられている。これらも含め清楚なイメージが貫かれた。監督の辻初樹はアニメ雑誌のインタビューで「とにかく『カッコよければいいでしょう』という感じでやっていた」「色気とか何かで媚びを売らないキャラクターにもしたかった」と述べている。
演出面では、前半の2クールほどの間はほとんど感情を見せることがなく、変身後の人格がチャチャと同一であるのかどうかすら明確ではなかった。辻初樹は、「小チャチャ（変身前のチャチャ）と大チャチャ（マジカルプリンセス）の棲み分け」を当初から言われていたこと（「水戸黄門スタイルをやってみた」とも）と、明確に棲み分けずに本来の『チャチャ』の世界が圧迫されてしまうことだけは避けたかったからとその理由を語っている。また、感情描写を抑制した理由については、憧れの持てるキャラクターとするため、あえて性格には踏み込まなかった（その方が見ている側が思い入れを作れる）と述べている。
シリーズ後半には強敵との戦闘で必殺技を破られた際に動揺するなど感情を見せることも多くなりチャチャ自身の人格を持つことがはっきりし、大魔王を倒した時には自らチャチャと名乗った。
アニメ32話からはしばしば変身前のチャチャがマジカルプリンセスにコスプレした姿が描かれるようになり、同話から適用された第2エンディングでもこの姿が登場する。OVA版ではやっこ・マリン・お鈴も、各人が色違いのコスプレ姿を披露して「マジカルレディース」を名乗った。PC-FX版ゲームではチャチャも含めた個々のコスプレ姿が「マジカルプチプリンセス（プチプリンセス）」と表記されている。
大王（ジーニアス）
声 - キートン山田
チャチャの祖父。大魔王によってチャチャが持っていたプリンセスメダリオンの宝石の中に封印されていた。ニャンダバーを操縦したこともある。
大魔王声 - 小村哲生
魔族の中に現れた、強力な力を持つ敵。魔法の国のお城を襲撃すると、国王、王妃を石像に変え、国を乗っ取った。ジーニアスの強力な魔法によりその城に封印され身動きが取れず、脱出もできない。王家の血を絶やすため、チャチャを倒そうと次々と刺客を送り込む。マジカルプリンセスを1対1では圧倒したが、最終的に、8人の聖戦士たちの前に敗れ去った。口癖は「期待していいのだな？」。
原作終盤に出てきた平八の父の「大魔王」とは同じ肩書の別人。
ソーゲス
声 - 三ツ矢雄二
大魔王の手先。語尾に「…ゲス」と付けて喋る。チャチャを倒すため刺客を準備し実際に指揮をとった。結局どの刺客も倒され、大魔王のお叱りを受ける役をさせられている。大魔王の部屋の掃除をしている時に国王と王妃の石像を見つけ、秘密を知った彼は大魔王の手により殺されそうになるが命からがら城を脱出し、チャチャ達のもとへ助けを求めに行き、彼らに助けられ改心する。それ以降は平和を願う一人として大魔王の見つからないところで生活している。
また後述のヨーダス、ハイデヤンスと平和に生活している。帽子を被っているが、帽子がとれた時にハゲであると分かる。大魔王の手下だった時代はどうやって言い訳したらいいかで毎度苦悩していた。司祭の資格を持っており、最終話においてセラヴィーとドロシーの結婚式を担当した。
『N』で原作初登場。ヨーダス、ハイデヤンスと共に都内のマンションの1室（セラヴィーたちと同じマンション）で3人でゲームに興じていた。
ヨーダス
声 - 三ツ矢雄二
ソーゲスの後の、大魔王のしもべ。語尾に「…ダス」と付けて喋る。ハイデヤンスと組んで動いていた。最後に大魔王に無理矢理大魔王の影武者にされ、チャチャにやられるがその後改心してハイデヤンス、ソーゲスとともに平和に生活している。
ハイデヤンス
声 - 三ツ矢雄二
ソーゲスの後の、大魔王のしもべ。語尾に「…デヤンス」と付けて喋る。ヨーダスと組んで動いていた。最後に大魔王に無理矢理大魔王の影武者にされ、チャチャにやられるがその後改心してヨーダス、ソーゲスとともに平和に生活している。
カザンダン
声 - 八奈見乗児
アルアルオアシスに眠っていた火山の魔人。大岩に厳つい顔と腕がついた姿をしており、女言葉で話す。寝起きがとてつもなく悪く、頭を噴火させ目を剥いて暴走する。大魔王の命令を伝えに来たヨーダスとハイデヤンスすら無差別に襲撃した。真の姿は巨大な岩石魔人。ビューティーセレインアローはおろかウイングクリスまでも打ち破り、巨大火山弾の一撃でマジカルプリンセスを戦闘不能状態まで追い詰めた。
後に大魔王の城で再登場。どろしーに一目惚れして求婚するが拒否され、結婚を邪魔すると思い込んでセラヴィーに襲いかかるが全く通じずに敗れた。
クラウド
声 - 内海賢二
エデンの里の出身で、若い頃初恋の人にフラれ村を出奔（実際には単なる勘違い）。故郷が忘れられず帰郷の際にエンジェル砂鉄を求め、エデンの里にあるエデン鉱山を目指すチャチャたちと出会う。彼の持っていたトランペットからバードシールドが作られた。
トリー
声 - 肝付兼太
不死鳥の沼の主で、大魔王の手下の巨大なカエル。ウイングクリスを探すチャチャたちは当初、鳥かと思っていた。マジカルプリンセスに敢えなく敗れ去る。
鐘之介
声 - はせさん治
お鈴の祖父でソーゲスから送られてきた妖刀「小鉄」に操られてチャチャ達を襲うがセラヴィー扮する通りすがりの仮面忍者に敗れた。
脚本を担当した三井秀樹によると本編中にははせのアドリブが多く含まれているという。